# Aloys Wobben
Aloys Wobben (Rastdorf, 22 gennaio 1952 – Aurich, 31 luglio 2021) è stato un imprenditore e ingegnere tedesco, miliardario, fondatore e proprietario della società di energia eolica Enercon.
Nell'agosto 2021 Forbes stimava il suo patrimonio netto in 7,1 miliardi di dollari.

## Biografia
Aloys Wobben è nato nella Germania occidentale. Si è formato dapprima come costruttore di macchine elettriche, ha quindi studiato ingegneria elettrica e ha conseguito una laurea presso l'Università di Oldenburg specializzandosi successivamente all'Università tecnica Carolo-Wilhelmina di Brunswick. Si occupava già di energie rinnovabili durante il suo periodo di assistente scientifico presso l'Università Tecnica di Brunswick. La sua attenzione era particolarmente centrata sulla tecnologia degli inverter. La prima turbina eolica con una potenza nominale di 22 kW è stata costruita nel 1975 con il suo amico del college Meinhard Remmers.
Nel 1984 ha fondato ad Aurich la società produttrice di turbine eoliche Enercon. Ha iniziato con lo sviluppo e la produzione di turbine eoliche con tre dipendenti. Negli anni seguenti, Enercon divenne una delle aziende di maggior successo nel settore dell'energia eolica tedesca. Nel 1993, Aloys Wobben ha trasferito la produzione alla turbina eolica gearless con convertitore completo che aveva sviluppato. L'impianto Enercon E-40 ha soddisfatto le aspettative e ha assicurato il successo globale dell'azienda. L'azienda è diventata il leader tecnologico e di mercato tedesco e per anni si è affermata tra i primi quattro posti del mercato mondiale.
Sebbene le sue responsabilità principali fossero la gestione dell'azienda, Wobben ha continuato a essere coinvolto personalmente nel miglioramento e nello sviluppo dei prodotti. Le aree di attività e di ricerca più piccole erano inverter solari, apparecchiature per sistemi off-grid (ad es. accumulo a volano), centrali termiche ed elettriche combinate, centrali idroelettriche e impianti di desalinizzazione dell'acqua di mare. Secondo il Financial Times Deutschland, Wobben intendeva impegnarsi maggiormente nel campo degli azionamenti elettrici.

In qualità di strenuo oppositore della produzione di energia a carbone, Wobben ha condotto con successo una campagna contro la costruzione di una centrale a carbone a Dörpen, nell'Emsland, nel 2009, minacciando di ritirarsi da un investimento pianificato nella regione se la centrale a carbone fosse stata costruita.
Per motivi di salute, Wobben si è ritirato dall'attività operativa nel 2012 e ha trasferito le sue azioni della società alla Fondazione Aloys Wobben con effetto dal 1º ottobre 2012. La fondazione è diventata così l'unico azionista del Gruppo Enercon. Con questo passaggio, Wobben voleva garantire l'indipendenza dell'azienda.
È morto nell'agosto 2021 dopo una lunga malattia.

## Vita privata
Wobben era sposato e padre di un figlio. Viveva ad Aurich.

## Riconoscimenti
- Cavaliere dell'Ordine di Merito della Repubblica tedesca